# Scripulum

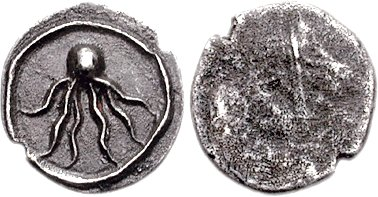
Etruskie srebrne scripulum z III wieku p.n.e.

Scripulum albo scrupulum (od łac. scrūpŭlŭs – ostry kamyk) – skrupuł, najmniejsza rzymska jednostka miary masy, odpowiadająca 1,137 grama, równa 1/24 uncji, czyli 1/288 funta rzymskiego (libra); ogólnie odpowiednik grama. 
Przypuszczalnie jednostka wagi używana początkowo dla emisji złotych i srebrnych monet etruskich i środkowoitalskich w IV-III wieku p.n.e. Wspomniana przez Cycerona w listach do Attyka (4, 17,6). Także wagę późniejszych rzymskich monet republikańskich określano w skrupułach: srebrny sesterc = 1 skrupuł, kwinar = 2, wiktoriat = 3 i denar = 4 skrupuły (4,55 g).   
W XIX-wiecznej Polsce skrupuł znany był jako wprowadzona ustawowo od 1818 r., handlowa jednostka wagi równa 1,056 grama i odpowiadająca 24 granom (po 44 mg). Współcześnie zachował się w angloamerykańskich jednostkach handlowych (tzw. avoirdupois) i aptekarskich jako scruple równy odpowiednio 0,59 grama i 20 granom. 
W starożytnym Rzymie nazwą tą poza tym określano najmniejszą jednostkę powierzchni, czasu, a także podziałkę stopnia geograficznego. Scripulum jako miara powierzchni odpowiadało 1/288 rzymskiego morga (iugerum) i zwane też decempeda quadrata, liczyło 100 stóp (pes) kwadratowych (w swym traktacie o rolnictwie wymienia je np. Warron). Z kolei jako jednostka czasu stanowiło 1/24 godziny, a jako część stopnia odpowiadało minucie.  